# Afrikadrossel
Die Afrikadrossel (Turdus pelios) ist ein Singvogel aus der Familie der Drosseln (Turdidae).

## Beschreibung
Der gräulich-braune Vogel, mit hellen Brustfedern und hell orangefarbenen Seitengefieder besitzt einen gelben Schnabel und eine dunkelgraue Irisringe. Die Afrikadrossel erreicht eine Körperlänge von 25 Zentimetern und ein Gewicht bis zu 86 Gramm.

## Unterarten
Es sind neun Unterarten bekannt:
- Turdus pelios chiguancoides Seebohm, 1881 kommt vom Senegal bis in den Norden Ghanas vor.
- Turdus pelios saturatus (Cabanis, 1882) ist vom westlichen Ghana bis Kamerun, der Republik Kongo und Gabun verbreitet.
- Turdus pelios nigrilorum Reichenow, 1892 ist am Kamerunberg verbreitet.
- Turdus pelios poensis Alexander, 1903 kommt auf Bioko vor.
- Turdus pelios pelios Bonaparte, 1850 kommt im Osten Kameruns über den Sudan, Eritrea und das östliche Äthiopien vor.
- Turdus pelios bocagei (Cabanis, 1882) ist im Westen der Demokratischen Republik Kongo und dem Westen Angolas verbreitet.
- Turdus pelios centralis Reichenow, 1905 kommt im Osten der Republik Kongo und dem Süden der Zentralafrikanischen Republik über den Süden Äthiopiens, den Westen Kenias und der Nordwesten Tansanias vor.
- Turdus pelios graueri Neumann, 1908 kommt im Osten der Demokratischen Republik Kongo, in Burundi, in Ruanda und dem westlichen Tansania
- Turdus pelios stormsi Hartlaub, 1886 ist im Südosten der Demokratischen Republik Kongo, dem Osten Angolas und den Norden Sambias verbreitet.

Turdus olivaceus williami (White, CMN, 1949) gilt heute als  Synonym für T. p. stormsi, Turdus libonyanus adamauae (Grote, 1922) als  Synonym für T. p. pelios.

## Lebensraum
Die Afrikadrossel lebt in bewaldeten Gebieten südlich der Sahara. Sie kann in allen Arten von bewaldeten Lebensräumen gefunden werden, einschließlich Waldrand, Auwald, Gehölzanpflanzungen, Parks und Gärten.

## Ernährung
Die Afrikadrossel ist ein Allesfresser und ernährt sich hauptsächlich von Beeren, Früchten, aber auch Würmern und Insekten.

## Fortpflanzung
Die Afrikadrossel brütet einzeln, sie bildet auch keine Schwärme. Das Weibchen legt ein bis drei Eier, welche etwa zwei Wochen bebrütet werden, bevor dann die Jungvögel schlüpfen.